# 전원 관리 키

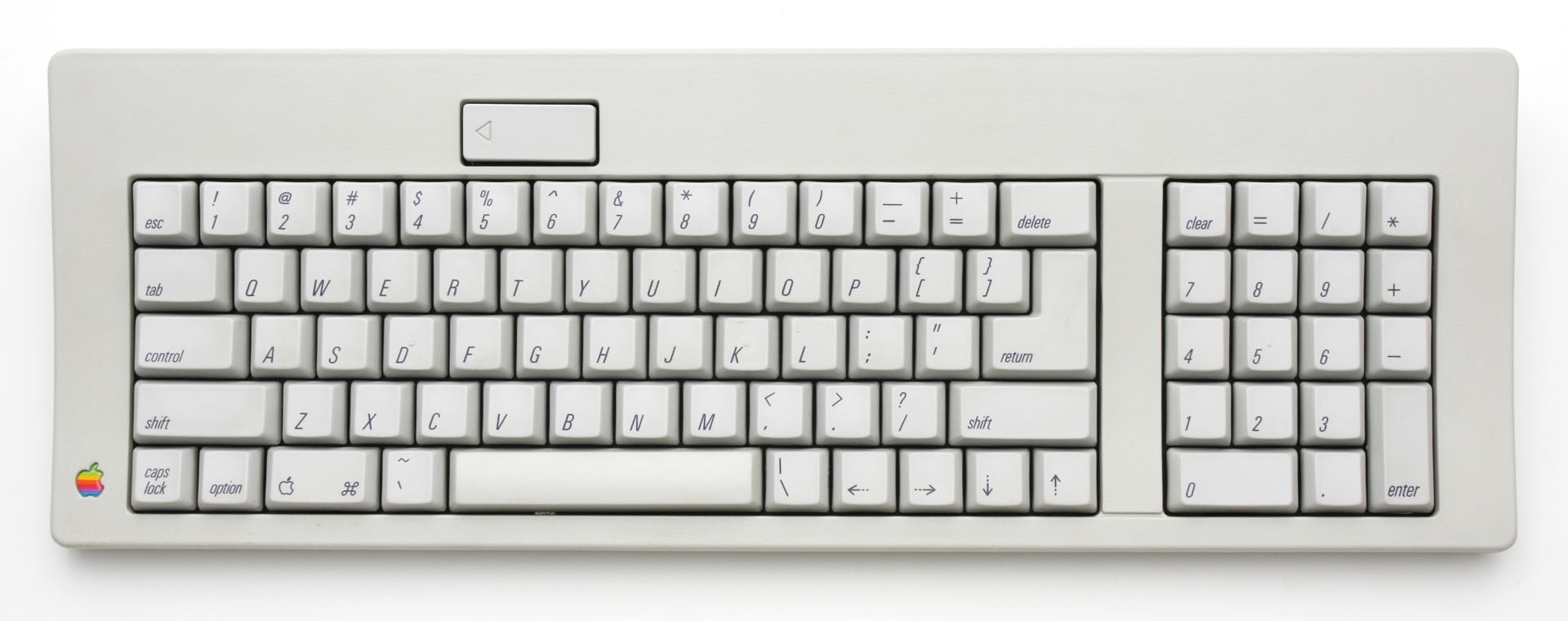
애플 키보드는 표준 키보드 키 위에 눈에 띄는 전원 키를 특징으로 했다. 삼각형 아이콘은 이 초기 모델에서 전원 켜짐을 나타내는 데 사용되었다.

전원 키 또는 전원 버튼은 1980년대부터 2000년대 초반까지 많은 컴퓨터 키보드에서 찾아볼 수 있었던 키이다. 이 키는 1980년대에 최초의 애플 데스크톱 버스 키보드에 도입된 이후 많은 매킨토시 키보드의 표준 기능이 되었다. 또한 점점 더 많은 마이크로소프트 윈도우 키보드에서도 발견되며, 때로는 절전을 위한 추가 키로 대체되기도 한다. 전원 키는 점점 더 희귀해지고 있다.

## Mac

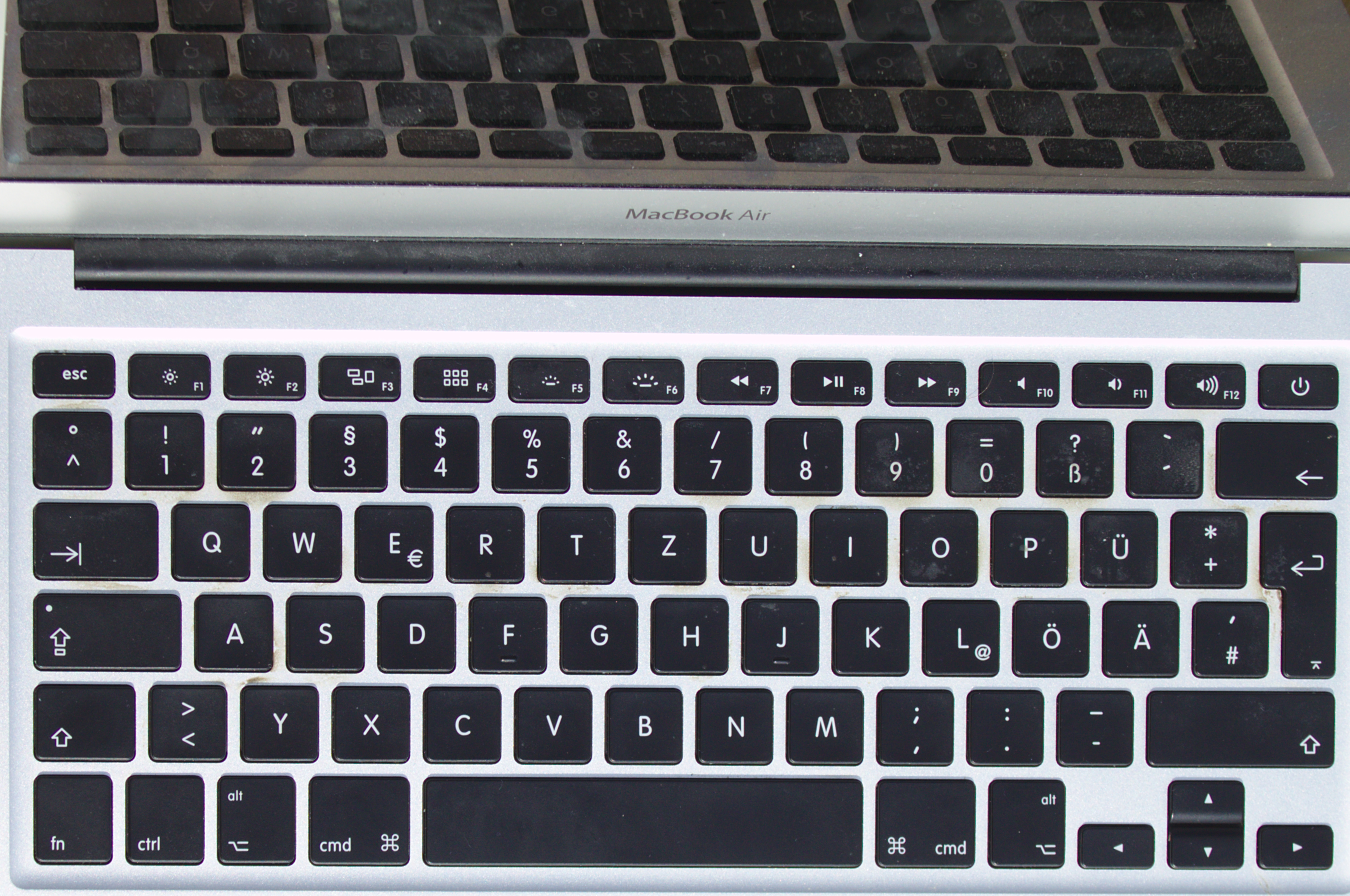
최신 맥북 에어에는 "원 안에 1" 아이콘이 있는 전원 키가 포함되어 있다.

애플 데스크톱 버스 (ADB)는 1986년 애플 IIGS에 도입되었다. 이 주변 장치 버스는 키보드 및 컴퓨터 마우스와 같은 저속 입력 장치를 연결하기 위한 것이었다. 저렴한 커넥터를 찾던 설계팀은 S 비디오에도 사용되는 4핀 미니-DIN 커넥터를 선택했다. ADB는 하나의 데이터 핀과 +5V 및 접지만 사용했으며, 하나의 핀은 비워두었다. 이 핀은 기계를 켜는 데 사용되는 PSW 연결을 구현하는 데 사용되었다. 이 시대 기계의 키보드 컨트롤러는 기계 전원이 꺼졌을 때 전원이 공급되지 않았으므로 별도의 연결이 필요했다.
IIGS와 함께 도입된 애플 키보드는 키보드 메인 부분 중앙 위에 상당히 큰 전원 키를 특징으로 했다. 전원 키는 모든 ADB 키보드의 표준 기능이 되었으며, 특히 칭찬받는 애플 확장 키보드 및 그 후속 제품들도 마찬가지였다. 이 키는 나중에 USB 기반 키보드에서는 덜 일반적이게 되었는데, 이 기기들은 기기가 절전 상태일 때도 키보드에 전원을 공급하므로 어떤 키든 전원 키 역할을 할 수 있었기 때문이다. 전원 키는 맥북 에어를 포함한 일부 최신 Mac에는 남아 있지만, 대부분은 이전에는 존재하지 않던 CD 드라이브를 여는 데 사용되던 "꺼내기" 키로 대체되었다.

## Windows

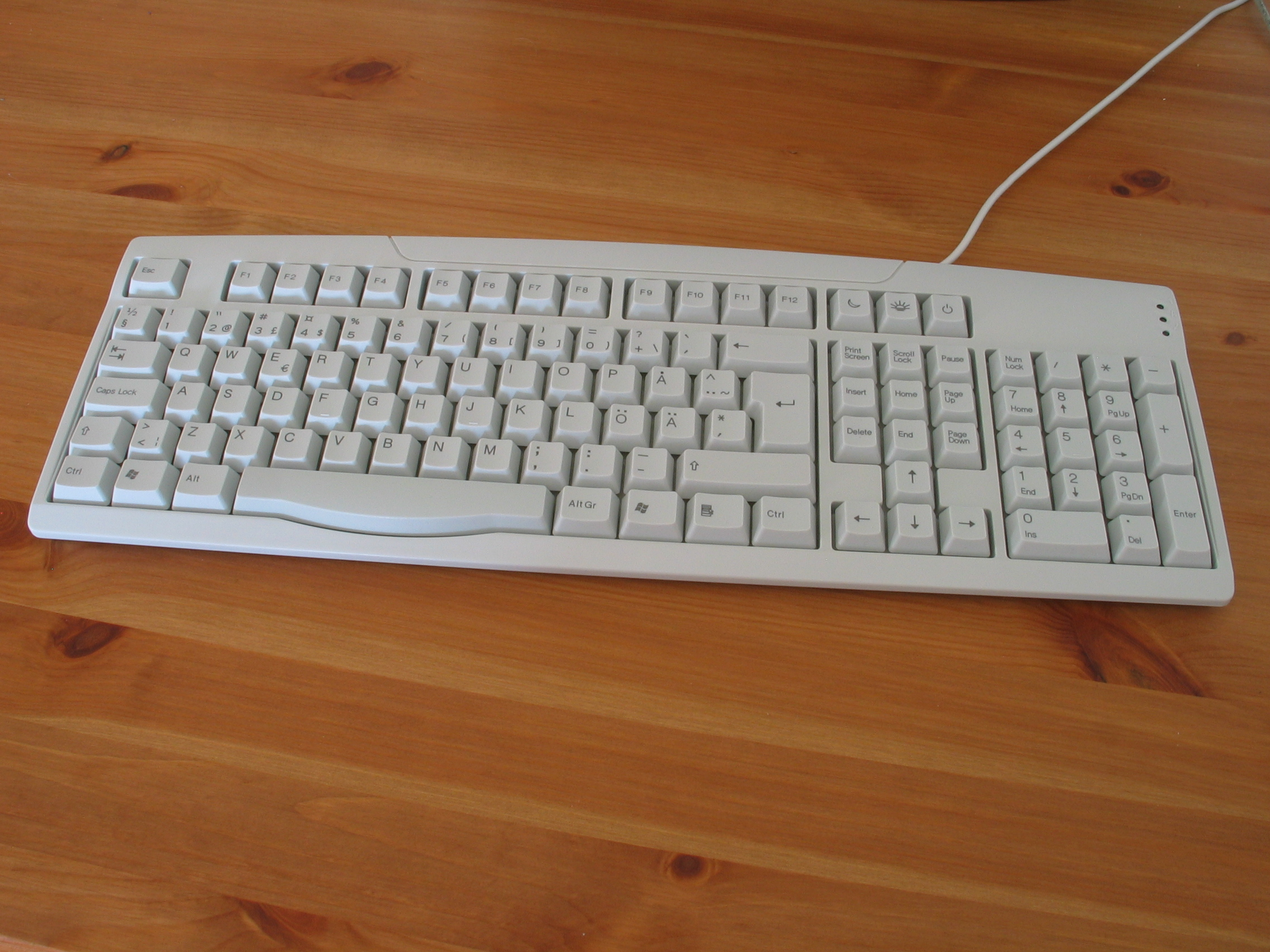
이 다기능 키보드에는 절전, 깨우기 및 전원 켜기/끄기를 위한 별도의 키가 있다.

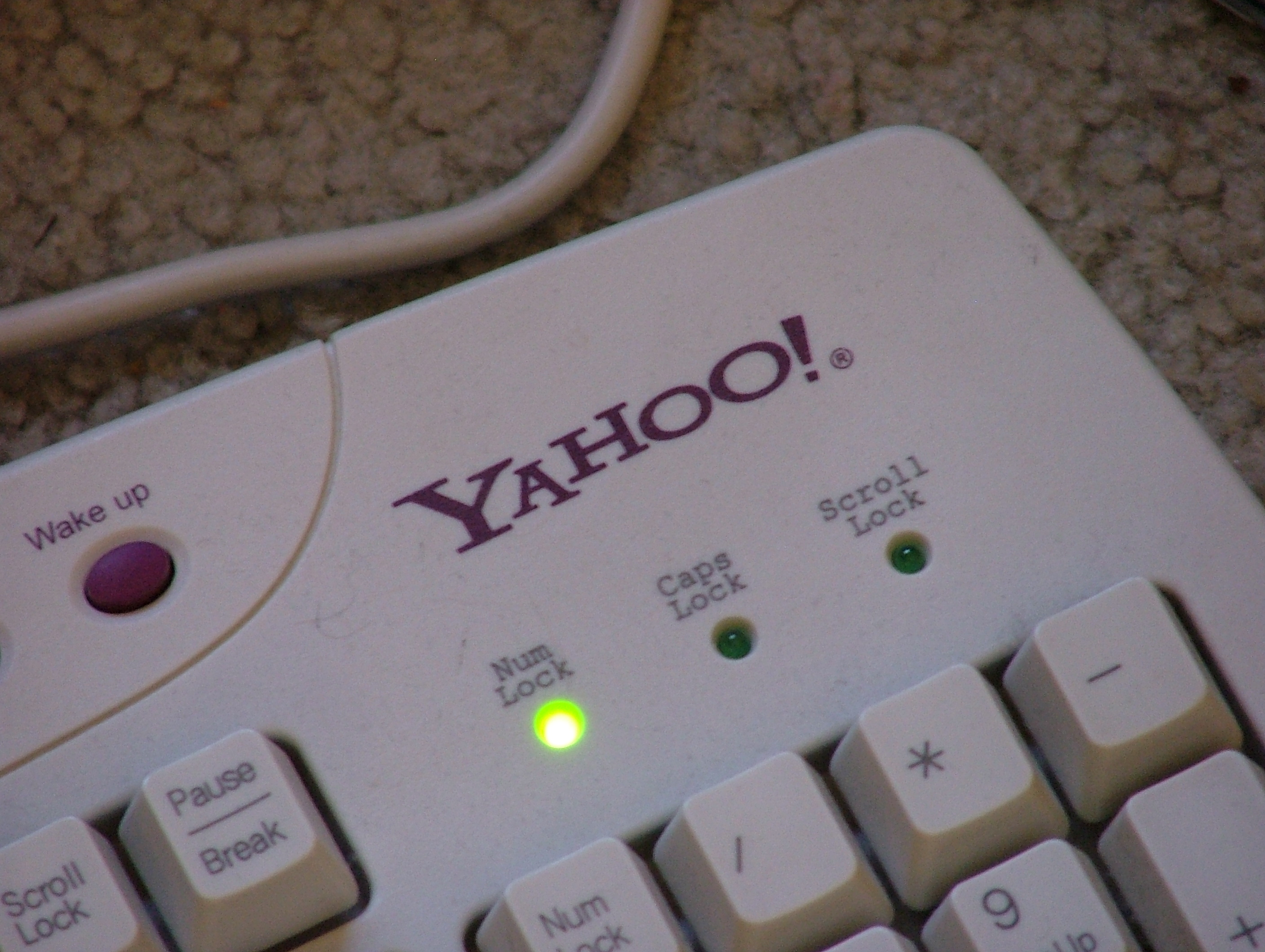
PC 키보드에서 전원 키는 종종 이 야후 브랜드 예시처럼 고무 메커니즘을 기반으로 했다.

초기 마이크로소프트 윈도우 PC는 일반적으로 소프트웨어를 통한 전원 제어 기능이 부족했고, 전원 키는 물리적으로 불가능했다. USB 연결의 증가로 이러한 기능이 가능해졌다. 전원 키는 일부 멀티미디어 키보드에서 비교적 흔해졌으며, 여기서는 전원 관리 키로 알려졌다.
이러한 기능과 관련된 특별한 키코드는 전원의 경우 e05e, 절전의 경우 e05f, 깨우기의 경우 e063이다. 이 키코드들은 마이크로소프트 윈도우와 다양한 유닉스 계열 시스템에서 지원된다.
오늘날 판매되는 많은 노트북 및 데스크톱 PC에서는 키보드에 별도로 존재할 수 있는 버튼 외에도 상자 전면에 있는 전원 버튼을 전원 켜기/끄기 버튼 또는 절전/깨우기 버튼으로 구성할 수 있다. 노트북에는 화면 뚜껑에 보이지 않는 버튼도 포함되어 있어, 키보드에 화면을 닫으면 절전 기능이 활성화된다. 윈도우에서 이 기능은 "절전 모드" 중 하나, 즉 "RAM 절전"(아무 키나 눌러 빠르게 깨어남) 또는 "디스크 절전"(즉, 최대 절전 모드로, 깨어날 때 전원 버튼을 눌러야 하며 현재 실행 중인 모든 응용 프로그램을 현재 실행 상태로 복원함)으로 진입하거나, PC를 완전히 종료(실행 중인 모든 응용 프로그램 및 서비스를 닫음, 전원 버튼을 누르면 PC가 다시 부팅되며, BIOS/EFI 설정 및 윈도우 설정에서 빠른 부팅 모드가 활성화된 경우)하도록 구성할 수 있다.
이러한 키보드 또는 케이스 버튼 중 아무거나 누르거나 데스크톱 시작 메뉴를 사용하여 PC를 단순히 "종료"하는 경우 보류 중인 시스템 업데이트는 즉시 적용되지 않지만(시간이 오래 걸리거나 배터리 잔량이 너무 낮으면 너무 많은 에너지를 사용할 수 있으므로), 다음 "다시 시작" 메뉴 옵션이 선택되거나 윈도우에 대한 관리 업데이트가 PC에 (충분한 배터리 잔량 또는 AC 전원에 연결된 상태에서) 종료 중 업데이트를 적용하기 위해 다시 시작하고 일반 다시 시작(종료 단계에서 사전 설치된 모든 시스템 업데이트를 종료하기 위해 빠른 부팅이 일시적으로 비활성화됨)을 지시할 때까지 지연된다.